# Nasr Allah Butrus Sufajr
Nasr Allah Butrus Sufajr (ur. 15 maja 1920 w Reyfoun, zm. 12 maja 2019 w Bejrucie) − libański duchowny katolicki Kościoła maronickiego, w latach 1986−2011 76. patriarcha tego Kościoła – „maronicki patriarcha Antiochii i całego Wschodu”, kardynał od 1994.

## Życiorys
Urodził się 15 maja 1920 w maronickiej wiosce Reyfoun koło miasta Kesrouan w Libanie. Uczęszczał do szkół prowadzonych przez Kościół maronicki w Harharaya i w Ghazir. Ukończył studia filozoficzne i teologiczne (1944−1950) na bejruckim Uniwersytecie Świętego Józefa. 7 maja 1950 otrzymał święcenia kapłańskie. W latach 1951−1955 był proboszczem rodzinnej parafii w Reyfoun, pełniąc jednocześnie obowiązki sekretarza maronickiego biskupa Damaszku. W 1956 został sekretarzem kurii patriarchalnej w Bkerke i wykładowcą arabskiej literatury i filozofii w kolegium ojców marianów w Dżuniji.
19 czerwca 1961 został wybrany, a 4 dni później – zatwierdzony przez papieża Jana XXIII jako tytularny maronicki biskup Tarsu (Tarsensis Maronitarum). Sakrę biskupią otrzymał 16 lipca 1961. Pozostając sekretarzem patriarchatu, w latach 1974−1975 był również wikariuszem ówczesnego arcybiskupa Sydonu Antoniego Piotra Khoraiche. Od 1975 był przewodniczącym rady wykonawczej Konferencji Katolickich Patriarchów i Biskupów Libanu, a od 1977 z ramienia tej organizacji uczestniczył w pracach libańskiego Caritas. W 1980 został członkiem komisji do spraw rewizji prawa kanonicznego Kościołów wschodnich. W tym samym roku został duchownym zarządcą zakonu maltańskiego.
19 kwietnia 1986 Nasrallah Sfeir został wybrany, a 27 kwietnia – intronizowany na patriarchę Kościoła maronickiego. 7 maja tego samego roku Jan Paweł II potwierdził komunię z nowo wybranym patriarchą. Jako patriarcha Nasrallah Sfeir wyświęcił ponad 40 biskupów, erygował wiele nowych diecezji oraz promulgował nowy maronicki mszał i lekcjonarz (1992). Patriarcha dbał o materialną bazę Kościoła maronickiego i jego instytucji. Odbył również kilkanaście podróży zagranicznych. Podczas swych podróży do Stanów Zjednoczonych w marcu 2001 i 16 marca 2005 patriarcha spotykał się z prezydentem George’em Bushem.
26 listopada 1994 papież Jan Paweł II mianował patriarchę kardynałem biskupem. Nasrallah Sfeir był trzecim maronickim kardynałem.
Nasrallah Sfeir przewodniczył Konferencji Katolickich Patriarchów i Biskupów Libanu, był również członkiem Kongregacji ds. Kościołów Wschodnich i Zgromadzenia Katolickich Patriarchów Wschodu. W latach 1986−1994 brał udział w trzech zebraniach synodu biskupów w Rzymie. W 1995 przewodniczył specjalnemu zebraniu synodu biskupów dotyczącemu sytuacji w Libanie.
Patriarcha władał arabskim, aramejskim, francuskim, łaciną, włoskim i angielskim. Do jego publikacji należą „O źródłach Ewangelii” (1975), „Zaginione oblicza” (1984), „Niedzielne kazania: refleksje duchowe i obrona narodu” (1986), „Czternaście wielkopostnych listów pasterskich” (1986). Patriarcha przełożył również na arabski wiele dokumentów Kościoła katolickiego, w tym encykliki Redemptor hominis, Divis in Misericordia i Salvici Doloris.
Patriarcha był nie tylko zwierzchnikiem Kościoła maronickiego, lecz również duchowym i politycznym przywódcą maronitów i angażował się w życie publiczne Libanu. W publicznych wypowiedziach nawoływał do wycofania wojsk syryjskich z Libanu i do przeniesienia wewnątrz libańskich rozgrywek politycznych ze sfery militarnej do parlamentarnej. Odegrał istotną rolę w przyjęciu porozumienia z Taif (1989), kończącego wojnę domową ustępstwami chrześcijan na rzecz muzułmanów. Swymi działaniami zdobył sobie uznanie również muzułmańskich mieszkańców Libanu.
Papież przyjął jego rezygnację z pełnionych funkcji 26 lutego 2011. Jego następcą sobór biskupów maronickich wybrał arcybiskupa Bécharę Boutrosa Raï.
Zmarł 12 maja 2019 w Bejrucie, na trzy dni przed swoimi 99. urodzinami.